# Shanklish

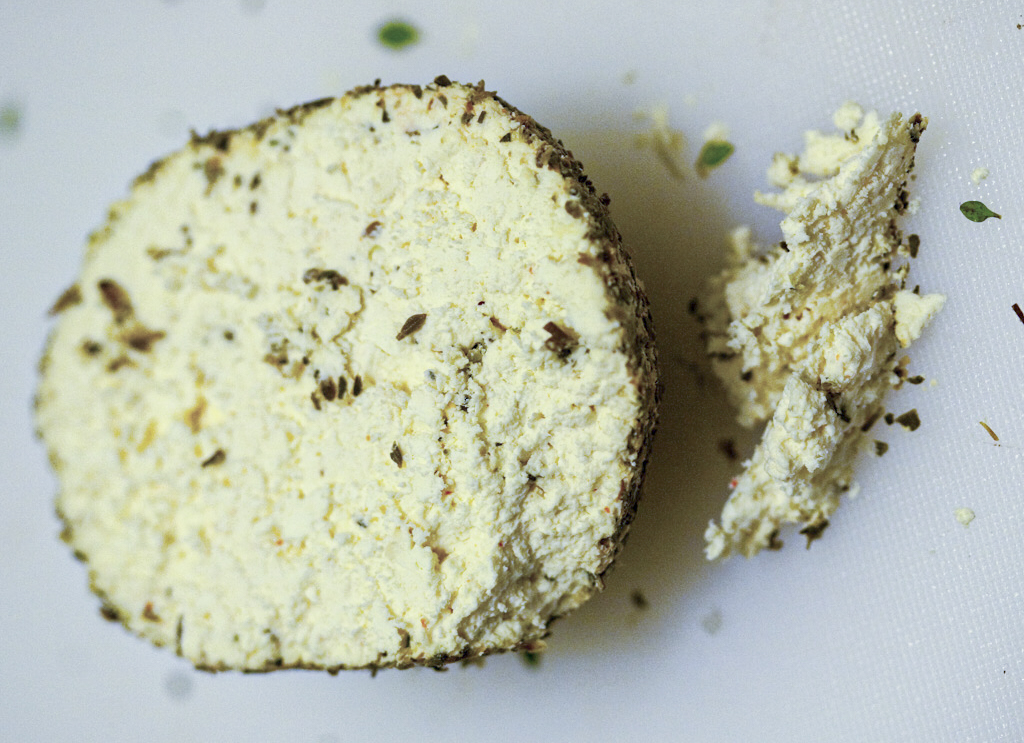
Shanklish abierto

El shanklish o shanglish (en árabe, شنكليش o شنغليش) es un queso típico del Levante, que se prepara en forma de pequeñas pelotas cuya superficie se cubre con tomillo seco o pimienta. Es conocido por su intenso sabor que no deja indiferente a nadie, lo que le ha valido el apodo de «el roquefort sirio» (الروكفور الشامي al-rukafur al-shami). A más tiempo de envejecimiento, más fuerte es su sabor, y más dura su textura.
El shanklish tiene su origen en las Montañas Alauitas, que es la zona costera del país, y de zonas adyacentes como Accar en el Líbano o Iscandarona en Turquía. El pueblo de Ar-Rawda, cerca de Tartús, es conocido en el mundo árabe por su producción de shanklishes. Es considerado uno de los quesos más antiguos del mundo. 

## Variantes
Se suelen confundir el shanklish y su variedad más suave, llamada surke (سوركي). El surke es más suave y fresco, mientras que el shanklish está más añejado y tiene un fuerte olor. El surke es típico de las zonas costeras como Tartús, La Taquia e Iscandarona, mientras que el shanklish se puede encontrar también en el interior, como en Homs, Hama, etc.
Dependiendo de la mezcla de especias que se use para cubrirse, el shanklish puede ser picante.

## Preparación
El shanklish a menudo se prepara durante la primavera y se conserva en forma de muneh (مونة 'encurtido') hasta el invierno, cuando es consumido.
Se pone a cocer laban (لبنة) y jugo de limón recién exprimido. Al hervirse, se observará la coagulación de la superficie. La superficie se va retirando y formando de nuevo sucesivamente hasta que solo queda agua. Este proceso es denominado taqrish (التقريش) y sirve para formar el qurishe (القريشة), que es la coagulación fruto de separar el agua de suero de la leche (lo que viene siendo el requesón o ricotta en Europa).
Se salpimenta esta masa qurishe y se toma una pequeña porción para formar una pelotilla de aproximadamente 6 cm de diámetro. Una vez se tienen todas las pelotas, se recubren con especias, siendo la más común el tomillo seco, o bien zaatar, o bien pimienta de Alepo, y se secan al sol. Finalmente, las bolas de shanklish se guardan en frascos herméticos en los que se dejan fermentar ligeramente, y se sumergen en aceite para su conservación (مونة).

## Cómo servir

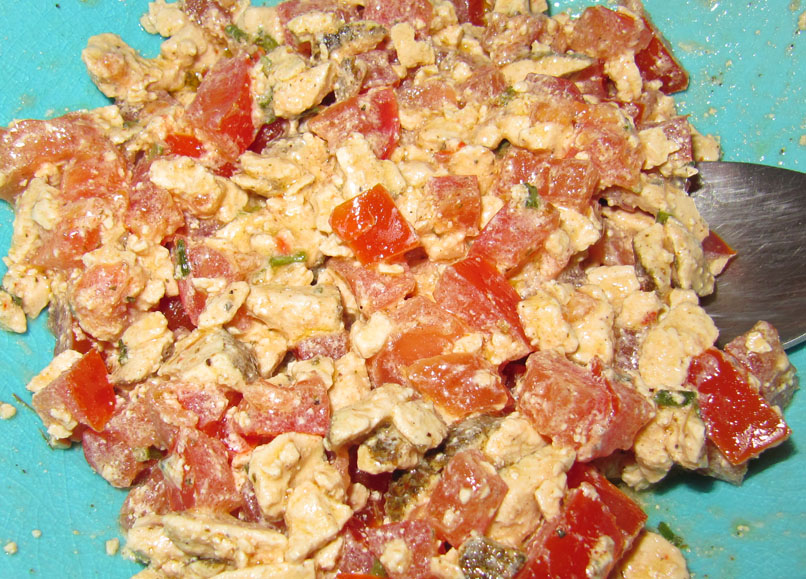
Ensalada de shanklish

El shanklish se consume en los menús típicos árabes llamados mezze (مزة), que no siguen la estructura europea de primer y segundo plato, sino que se sirven en la mesa diversas preparaciones sencillas de pequeño formato (similar a las tapas españolas).
La forma más común de servir el mezze de shanklish es en shaifura (شعيفورة; también llamada jaifura o bazarkán), que es una ensalada de tomate y cebolla picados con shanklish y todo aliñado con aceite de oliva. Otra forma es picar fino el shanklish y servirlo con un huevo revuelto o pan árabe (jubz) junto con pepino, menta (na3na) y aceite de oliva, en el desayuno.
La mantequilla de shanklish se hace simplemente machacando el shanklish hasta hacerlo una pasta y mezclarlo con mantequilla temperatura ambiente. 
Un acompañamiento del shanklish es el araq, un típico destilado de anís.

## Récord Guinness
El pueblo de Al-Rawda, en Siria, es conocido mundialmente por su tradicional producción de shanklish. Inició el Festival Shanklish (مهرجان الشنكليش) de la mano de Tony Abu Issa, vecino de la localidad que quiso promover la cultura quesera de su pueblo. Para ello, en 2008 organizó la «[pelota de] shanklish más grande del mundo», que pesaba 200 kg, un diámetro de casi 30 m. Fue creado por 30 mujeres de la aldea que trabajaron durante dos semanas, y el resultado se repartió a organizaciones benéficas en Homs y Malula. Tras el festival, Abu Issa se puso en contacto con Guinness World Record para que incluyese su bola gigante de queso en el famoso libro.